# Chlorocoma cissina
Chlorocoma cissina är en fjärilsart som beskrevs av Turner 1910. Chlorocoma cissina ingår i släktet Chlorocoma och familjen mätare. Inga underarter finns listade i Catalogue of Life.